# 치앙마이 국제공항

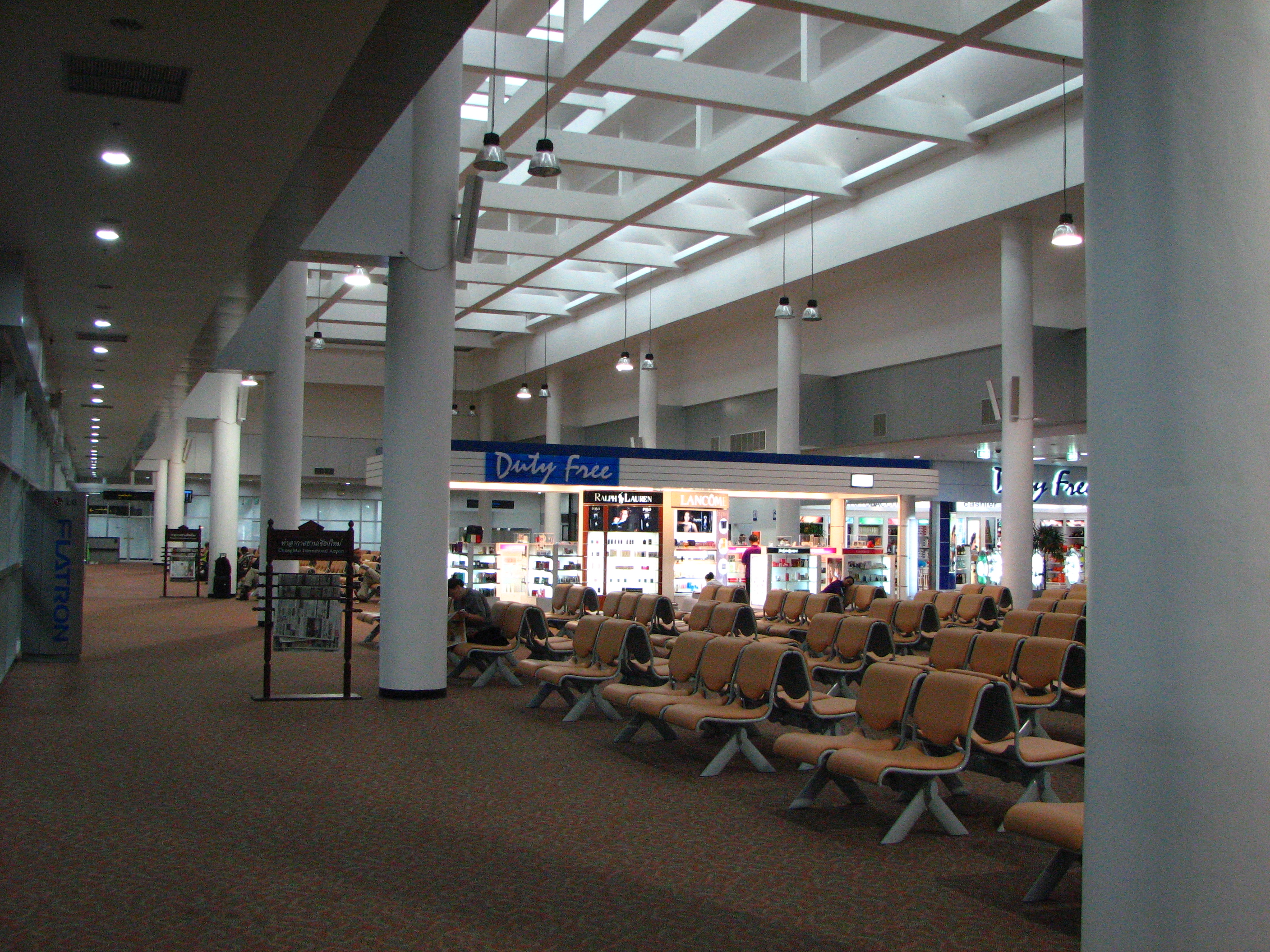
치앙마이 국제공항의 출발 홀

치앙마이 국제공항(태국어: ท่าอากาศยาน นานาชาติ เชียงใหม่, 영어: Chiang Mai International Airport IATA: CNX, ICAO: VTCC)은 태국의 치앙마이 시내에 있는 국제공항이다.

## 개요
치앙마이 시내에서 남서쪽으로 약 4km의 위치에 있기 때문에 공항의 입지적인 교통이 편리한 편이다.

## 운항 노선

### 국제선
| 항공사               | 도착지                                                             |
| -------------------- | ------------------------------------------------------------------ |
| 방콕 항공            | 양곤                                                               |
| 타이 에어아시아      | 난창, 다낭, 마카오, 선전, 싼야, 타이페이(도원), 창사, 항저우, 홍콩 |
| 타이 라이온 에어     | 광저우, 청두                                                       |
| 녹에어               | 난닝                                                               |
| 대한항공             | 서울(인천)                                                         |
| 아시아나항공         | 서울(인천)                                                         |
| 에어부산             | 부산                                                               |
| 이스타항공           | 서울(인천)                                                         |
| 제주항공             | 서울(인천)                                                         |
| 진에어               | 서울(인천)                                                         |
| 티웨이항공           | 서울(인천)                                                         |
| 중국국제항공         | 베이징(수도), 우한                                                 |
| 중국남방항공         | 광저우                                                             |
| 중국동방항공         | 베이징(수도), 상하이(푸둥), 쿤밍                                   |
| 럭키 에어            | 쿤밍                                                               |
| 산둥 항공            | 지난, 청두                                                         |
| 스프링 항공          | 상하이(푸둥)                                                       |
| 쓰촨 항공            | 청두                                                               |
| 준야오 항공          | 상하이(푸둥)                                                       |
| 하이난 항공          | 선전                                                               |
| 홍콩 익스프레스 항공 | 홍콩(첵랍콕)                                                       |
| 중화항공             | 타이페이(타오위안)                                                 |
| 에바 항공            | 타이페이(타오위안)                                                 |
| 스타룩스 항공        | 타이페이(타오위안)                                                 |
| 라오 항공            | 루앙프라방                                                         |
| 스쿠트               | 싱가포르                                                           |
| 에어아시아           | 쿠알라룸푸르                                                       |
| 미얀마 국제항공      | 양곤                                                               |
| 에티하드 항공        | 아부다비 - (2025년 11월 3일 신규취항)                              |
| 카타르 항공          | 도하                                                               |

### 국내선
| 항공사           | 목적지                                       |
| ---------------- | -------------------------------------------- |
| 타이 항공        | 방콕(수완나품)                               |
| 방콕 항공        | 방콕(수완나품), 코사무이, 매홍손, 푸켓       |
| 녹에어           | 방콕(돈므앙), 우본랏차타니                   |
| 타이 에어 아시아 | 방콕(돈므앙), 핫야이, 끄라비, 푸켓, 수랏타니 |
| 타이 라이온 에어 | 방콕(돈므앙), 라용                           |
| 타이 스마일 항공 | 방콕(돈므앙), 방콕(수완나품), 푸켓           |

## 시내 교통
- 공항 택시 (150 바트)
- 미터 택시 (미터 요금 +50 바트)
- RTC 버스 (20 바트) - No.6, No.11 (구 도시, 치앙마이 아케이드 방면)